# Glutophrissa perlucens
Glutophrissa perlucens är en fjärilsart som först beskrevs av Butler 1898.  Glutophrissa perlucens ingår i släktet Glutophrissa och familjen vitfjärilar. Inga underarter finns listade i Catalogue of Life.